# Michael Birt
Pour les articles homonymes, voir Birt.
Michael Cameron St John Birt, né le 25 août 1948, est un avocat britannique. Il est bailli de Jersey de 2009 à 2015.

## Biographie
La famille de John Birt s'installe sur l'île de Jersey en 1951 lorsque son père, chirurgien, vient y pratiquer la médecine et la chirurgie.
Michael Birt fait ses études secondaires à Jersey, puis étudie le droit à l'université de Cambridge. Il est admis au barreau anglais en 1970 et pratique la carrière d'avocat pendant cinq ans, avant de revenir sur l'île de Jersey où, de 1976 à 1993, il travaille dans le cabinet d'avocats Ogier & Le Cornu.
En janvier 1994, il est nommé procureur général de Jersey. En 1995, il est admis Conseil de la Reine à Jersey. En février 2000, il devient bailli adjoint, avant d'être nommé bailli en juillet 2009, en remplacement de Philip Bailhache. Un groupe de manifestants exprime son mécontentement et sa colère pendant la cérémonie d'assermentation de Birt, en raison du classement de l'enquête sur la maltraitance d'enfants dans l'affaire de l'orphelinat de Jersey. En juin 2012, il est nommé chevalier.
En tant que bailli de Jersey, Birt est un membre d'office de la Cour d'appel de Guernesey.
Il quitte ses fonctions en 2015 et est remplacé par William Bailhache.